# Cuoreamore
Cuoreamore è il trentasettesimo album del cantante siciliano Gianni Celeste, cantato in lingua napoletana, pubblicato nel 2003.

## Tracce
1. Me piace
2. Cuore amore
3. Preghiera
4. Voglio stare da solo
5. Autostrada
6. Siamo eroi
7. Amore e gelosia
8. Notte di freddo
9. Bella stronza
10. ...E bonanotte
11. Priggiuniero da vita